# Majevac (Doboj, BiH)
Majevac je naseljeno mjesto u sastavu općine Doboj, Republika Srpska, BiH.

## Stanovništvo
| Majevac            |              |
| godina popisa      | 1991.        |
| Srbi               | 441 (96,71%) |
| Muslimani          | 2 (0,44%)    |
| Hrvati             | 8 (1,75%)    |
| Jugoslaveni        | 4 (0,88%)    |
| ostali i nepoznato | 1 (0,22%)    |
| ukupno             | 456          |